# Зыков, Юрий Николаевич
Юрий Николаевич Зыков (15 ноября 1922 — 21 февраля 1944) — советский лётчик-штурмовик, участник Великой Отечественной войны, Герой Советского Союза (1 июля 1944 года).

## Биография

Могила Зыкова на Новодевичьем кладбище Москвы.

Юрий Николаевич Зыков родился в Брянске 15 ноября 1922 года в русской семье. Его отец — рабочий-металлист. В 1926 году Юрий Зыков вместе с родителями переехал в Москву. Они поселились в кооперативном посёлке «Сокол» (улица Левитана, дом 24, кв. 2). Окончил среднюю школу № 149 и аэроклуб.
В Красной Армии с 1940 года. Окончил военную авиационную школу лётчиков, проходил дополнительную специальную подготовку в штурмовой авиации.
Участник Великой Отечественной войны с августа 1942 года. Был лётчиком, командиром звена и авиационной эскадрильи 59-го гвардейского штурмового авиационного полка. Сражался на Сталинградском и Белорусском фронтах, участвовал в боях на Курской дуге и на Белорусском направлении. Совершил 175 боевых вылетов, уничтожил 18 вражеских самолётов на аэродромах, 40 танков, 2 железнодорожных эшелона и 20 цистерн с горючим, подавил 22 зенитно-артиллерийских точки.
Погиб 21 февраля 1944 года при выполнении боевого задания под городом Рогачёв (Гомельская область, Белоруссия). Похоронен в Москве на Новодевичьем кладбище (участок 4). Памятник на могиле выполнен скульптором Н. В. Крандиевской, жившей по соседству с семьёй Зыковых.
За мужество и героизм, проявленные в боях, гвардии старшему лейтенанту Зыкову Юрию Николаевичу Указом Президиума Верховного Совета СССР от 1 июля 1944 года посмертно присвоено звание Героя Советского Союза.

## Награды
- Медаль «Золотая Звезда»
- Орден Ленина
- Два ордена Красного Знамени
- Орден Александра Невского
- Орден Отечественной войны II степени
- Медаль «За оборону Сталинграда»

## Память
Школе № 149 было присвоено имя Юрия Зыкова. 27 апреля 2016 года на территории школы был открыт памятник Юрию Зыкову. Инициатива установки памятника принадлежала директору Алексею Николаевичу Ларину. Автором проекта выступил скульптор Грачев Михаил Михайлович (кафедра монументально-декоративной скульптуры МГХПА им. С. Г. Строганова). Бюст белого цвета выполнен из композитного материала и установлен около главного входа в школу.